# وو جینگیو
وو جینگیو (چینی: 吳靜鈺؛ زادهٔ ۱ فوریهٔ ۱۹۸۷) تکواندوکار اهل چین است.
وی در مسابقات کشوری و بین‌المللی در مجموع برندهٔ ۷ مدال طلا، ۴ مدال نقره، ۲ مدال برنز شده‌است.